# Mangart
Der Mangart (italienisch Mangàrt) ist mit 2677 m. i. J. Höhe der vierthöchste und einer der charakteristischsten Gipfel der Julischen Alpen. Er liegt an der Grenze zwischen Italien und Slowenien. Zum Parkplatz an der Westseite des Berges führt die Mangartstraße, die von der Predil-Passstraße abzweigt. Vom Gipfel hat man einen schönen Ausblick auf den höchsten Berg Sloweniens, den Triglav. Der kühne, aber gut gesicherte Klettersteig Via Italiana an der Nordwand verdankt seine Entstehung der Grenzziehung nach 1945. Über den Normalweg ist der Mangart, mit einigen Drahtseilen gesichert, für geübte Bergsteiger gut zu besteigen.

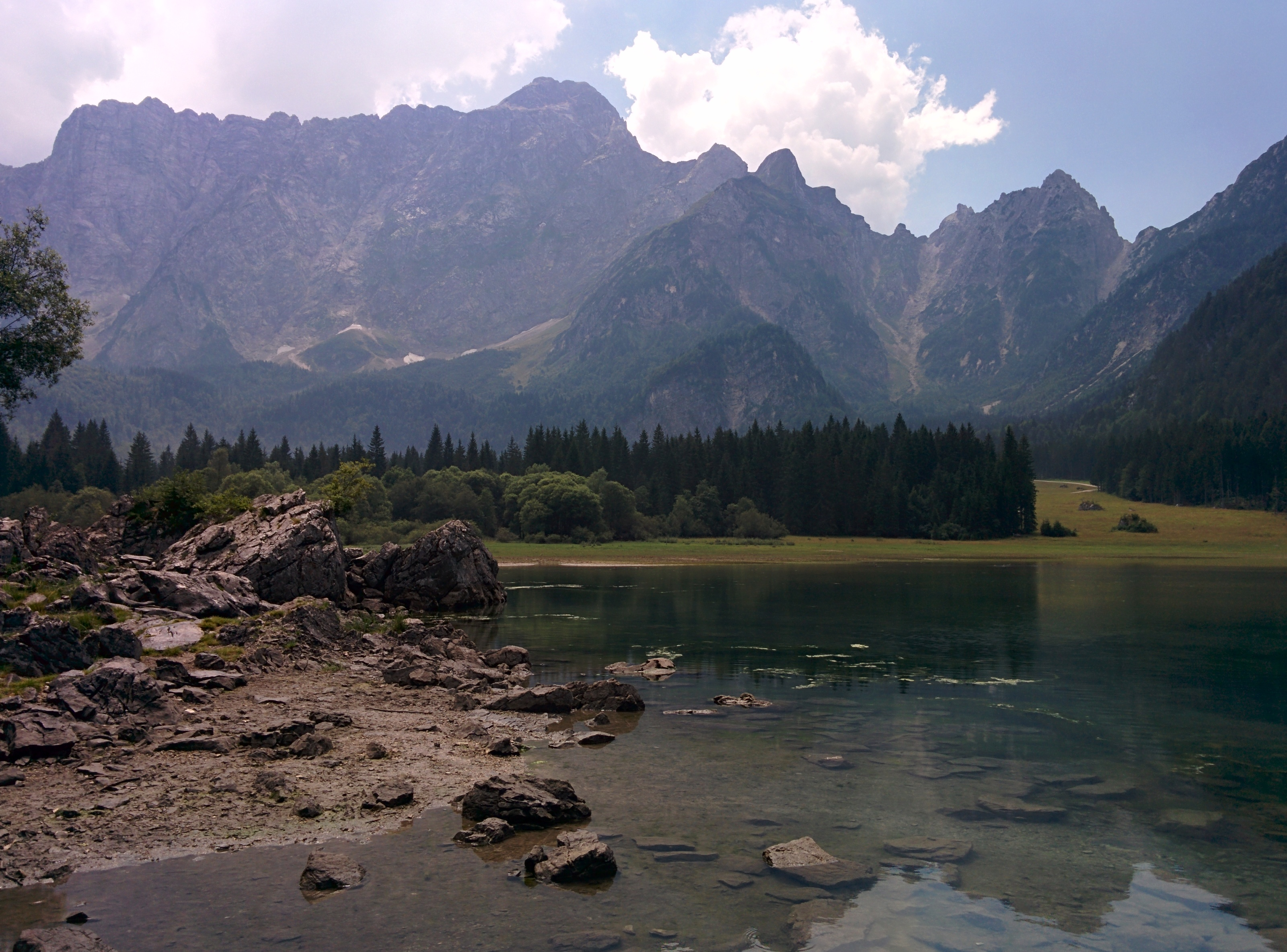
Weißenfelser See mit Blick auf den Mangart
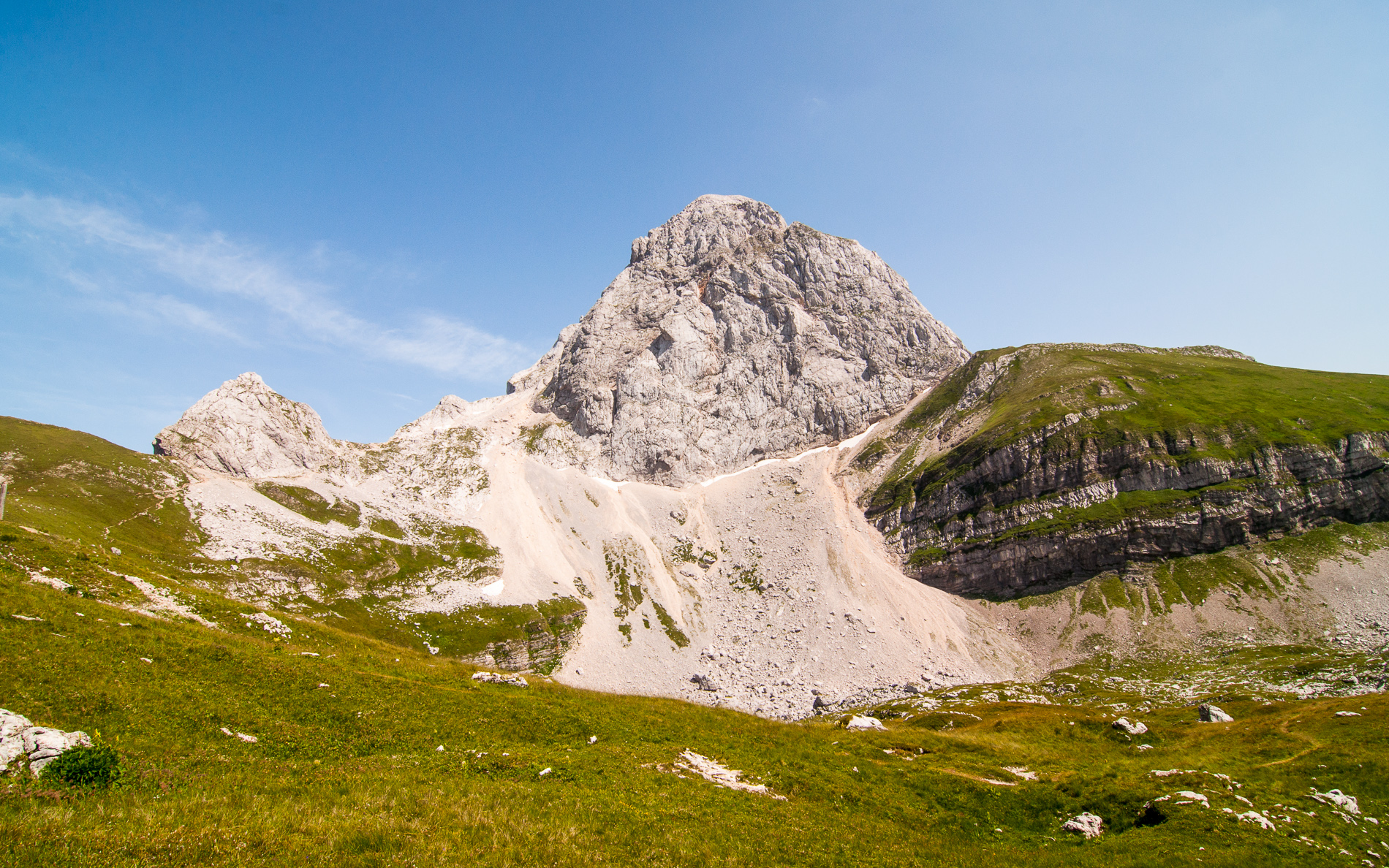
Mangart von Westen aus gesehen
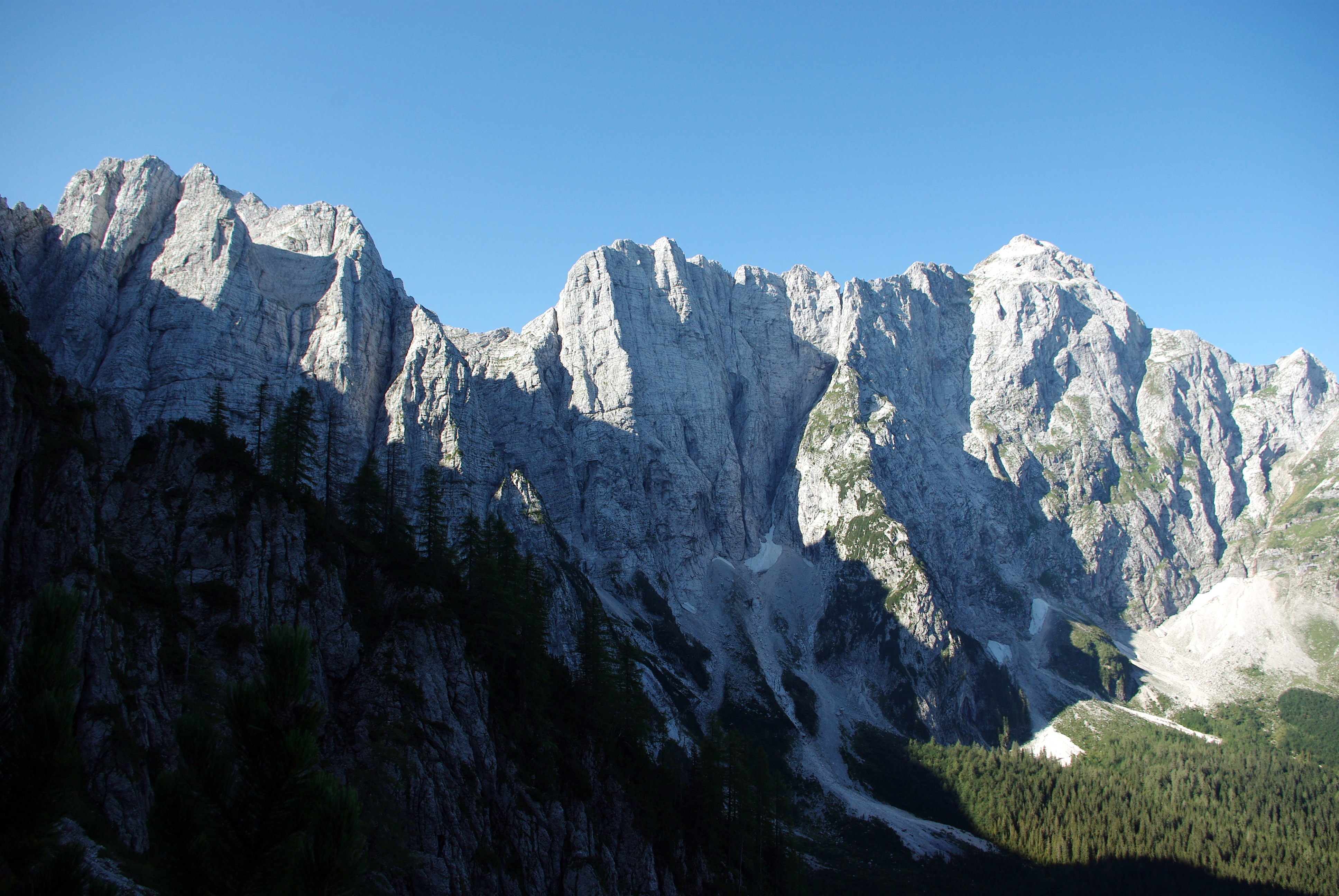
Gipfel von links nach rechts: Vevnica, Mali Koritniški Mangart und Mangart
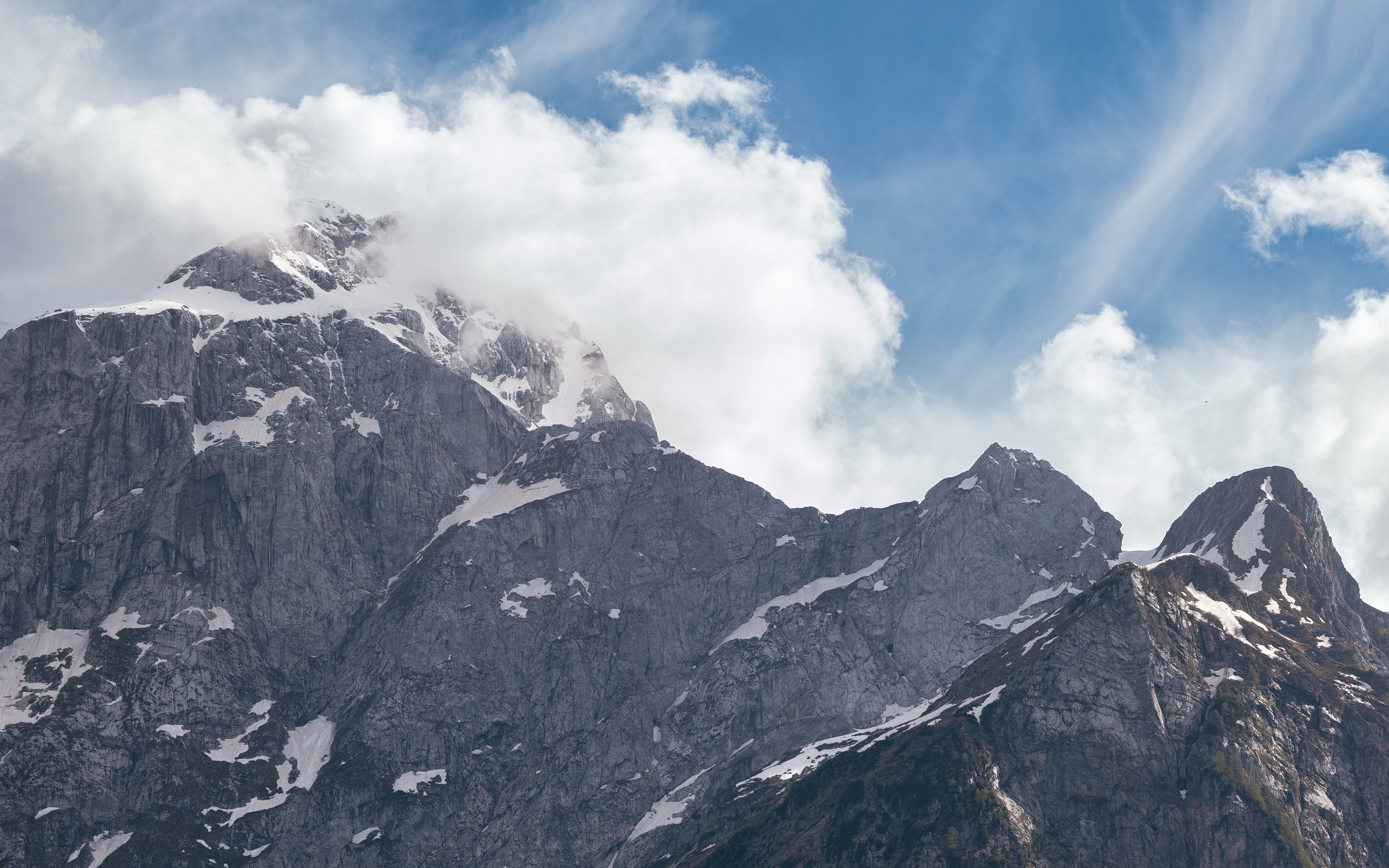
Mangart Nordwand